# Scenarista
Scenarista je pisac filmskog, televizijskog i striparskog scenarija, kao i scenarija za video igre, tj. osoba koja radi jednu od sledeće dve stvari: 
1. stvaranje scenarija po sopstvenoj zamisli
2. adaptaciju postojećeg dela (romana, priče, pozorišnog komada, video igre, stripa) za film
Za oba posla je potrebno poznavanje filma, tj. scenario mora sadržavati ono što je moguće filmom reći, dakle opis radnje i scena, dijaloge likova (prema kojima se onda odvija kasting) i govor naratora.
Uloga scenariste u filmu, je pored režisera, najvažnija što se tiče umetničkih odluka u procesu kreacije filma.